# Fondamentalisme
Ne doit pas être confondu avec Intégrisme.
Le fondamentalisme désigne une adhésion à des doctrines radicales et extrémistes, généralement religieuses, mais aussi séculières ou même antireligieuses. Le mot peut faire référence à toute idéologie, y compris politique.

## Caractéristiques
Le fondamentalisme se caractérise par une interprétation littérale des textes, un radicalisme de l’argumentation et une hostilité à l’égard de l’opinion contraire. On y trouve une hétéronomie manifestée par la conviction de posséder une vérité absolue, indiscutable et unique, avec recours à des arguments d’autorité. Le fondamentalisme est fréquent dans les religions, en politique mais aussi dans d’autres mouvements séculiers,, et même en sciences, en technologie et en droit, où il peut se manifester par l’attachement inconditionnel à des méthodologies, modèles, hypothèses ou lois validées à une période de l’histoire des sciences, de l’histoire des techniques ou de l’histoire du droit, puis progressivement remises en question par de nouvelles découvertes et recherches ou par l’évolution des sociétés, dont l’intégration dans le corpus des connaissances, des technologies et des lois, est ainsi retardée,,.

## Politique
En politique, le mot « fondamentalisme » est employé pour désigner une conception « scientiste » destinée à faire prévaloir un pouvoir économique, communautaire ou religieux de l'existence ou un absolutisme moral dans les domaines philosophique, intellectuel ou économique. Le fondamentalisme cherche à justifier une conception du monde répondant à un besoin de sécurité intellectuelle et existentielle, de reconnaissance identitaire ou de supériorité structurelle.

## Religions abrahamiques
Le monothéisme des trois religions abrahamiques se prête au fondamentalisme dans la mesure où ce sont des « religions du Livre », livre sacré censé transcrire la pensée du dieu unique lui-même et donnant ainsi à ceux qui le citent et le commentent une grande autorité morale sur leurs coreligionnaires. 

### Judaïsme
Le fondamentalisme juif est présent dans le sionisme religieux militant ou dans le judaïsme haredi qui considèrent que la notion de judaïsme laïc ou culturel n'a aucune légitimité ni signification, et qui entend imposer la pratique de la halakha à toute communauté juive et à toute la société israélienne, sous peine d'exclusion sociale.

### Christianisme
L'expression « fondamentalisme chrétien » fut employée pour la première fois lors des réunions de la « Niagara Bible Conference (en) » (1878-1897). Il prit son essor en milieu protestant aux États-Unis, au début du XXe siècle, par la diffusion de brochures de l'Église presbytérienne de l'Amérique du Nord (devenue Église presbytérienne aux États-Unis d'Amérique), lesquelles ont défini les « Fundamentals » du christianisme tel qu’envisagé par cette Église ultraconservatrice. Un autre exemple de fondamentalisme chrétien est la ligue pour la vertu au sein de l'église catholique aux États-Unis,.

### Islam
Le fondamentalisme islamique est présent, depuis le XVIIIe siècle, principalement dans des mouvements salafites ou wahhabites : il s'appuie sur une lecture littérale du Coran et met en avant des prescriptions, sévères, restrictives et discriminatrices, issues des interprétations  sacralisées du fiqh, de l’ijtihad ou du qiyâs,,,.

## Hindouisme
Le fondamentalisme hindou est officiellement né d'un engagement désintéressé au service de l'Inde, notamment contre le colonialisme britannique, mais est souvent classé parmi les groupes suprémacistes, visant à aligner la législation indienne sur les prescriptions religieuses hindouistes et à combattre le séparatisme musulman, en s'inspirant ouvertement des groupes d'extrême droite européens, dont le Parti nazi.